# .pw
.pw là tên miền quốc gia cấp cao nhất (ccTLD) của Palau.
.pw đã được mở rộng cho đăng ký cá nhân dưới một cấu trúc tương tự như .name khi mới ban hành, ở đó người dùng có thể đăng ký tên cấp 3 ở dạng john.smith.pw cùng với địa chỉ email tương ứng john@smith.pw. Việc đăng ký tên miền cấp 2 là không được phép, cơ quan đăng ký để dành tất cả tên miền cấp 2 để xây dựng những địa chỉ này. Người sở hữu thương hiệu có khả năng yêu cầu đăng ký bảo vệ để tránh có ai khác đăng ký tên miền cấp 3 có chứa thương hiệu của mình.
E-mail cá nhân được cho phép ở.pw là một đặc tính để ngăn ngừa spam thông qua việc sử dụng danh sách trắng; người gửi phải được chứng nhận trước khi tin nhắn của họ có thể đi qua.
Thông qua một bản ghi thẻ DNS, phần lớn tên cấp 2 ở.pw đi đến trang đề nghị đăng ký địa chỉ với tên đó. Địa chỉ cơ quan đăng ký trước đây là nic.pw đã chuyển thành trang ngẫu nhiên như vậy; trang thực sự của nhà đăng ký là pwregistry.pw.
Có rất ít người dùng trang này thực sự có liên quan đến Palau, ngoài trang survivorpw.pw Lưu trữ ngày 1 tháng 7 năm 2007 tại Wayback Machine là có liên quan đến chương trình TV hiện thực Survivor: Palau. Thậm chí chính quyền Palau không dùng tên miền này cho trang của họ; ví dụ, trang của đại sứ quán Palau tại Washington, DC là palauembassy.com, sử dụng tên miền .com đáng ra dùng cho cơ quan thương mại.